# Nina Lugovskaja
Nina Sergeevna Lugovskaja (in russo Нина Сергeевна Луговская?; Mosca, 25 dicembre 1918 – Vladimir, 27 dicembre 1993) è stata una pittrice e scenografa sovietica, oltre ad essere una sopravvissuta del gulag.
Durante la Grande Purga di Iosif Stalin, fu l'autrice di un diario segreto in cui descriveva dettagliatamente le condizioni di vita a Mosca dal 1932 al 1937; il diario fu scoperto dalla polizia politica sovietica e utilizzato per condannare tutta la sua famiglia per agitazione antisovietica.
Dopo essere sopravvissuta nella Kolyma, Lugovskaja studiò alla scuola d'arte Serpuchov e nel 1977 si unì all'Unione degli artisti dell'URSS. Dopo il crollo dell'Unione Sovietica, il suo diario è stato scoperto intatto all'interno del fascicolo dell'NKVD sulla sua famiglia. È stato pubblicato nel 2003 e Nina è stata chiamata "l'Anna Frank russa"

## Biografia
I genitori di Nina erano professionisti istruiti. Suo padre, Sergej Rybin-Lugovskoj, era un economista e appassionato sostenitore del Partito Socialista Rivoluzionario, mentre la madre, Ljubov' Lugovskaja, era un'educatrice. Nina aveva due sorelle gemelle più grandi, Ol'ga e Evgenija (chiamate anche Ljalja e Ženja), nate nel 1915.
Sergej fu arrestato per la prima volta nel 1917, prima della rivoluzione, e dopo aver ricoperto una posizione governativa, per poi essere arrestato ed esiliato di nuovo nel 1919. Dopo tre anni, ritornò e la famiglia si trasferì a Mosca dove gestì una cooperativa di panetteria, impiegando 400 persone. Dopo la nazionalizzazione economica nel 1928, l'attività fu chiusa e Sergej fu arrestato ed esiliato nuovamente in una città a nord di Mosca. È qui che Nina ha iniziato a scrivere i suoi diari. Nel 1935 Sergej fu arrestato e imprigionato a Mosca, dove Nina gli fece visita poco prima del suo esilio in Kazakistan.
Nonostante avesse molti amici, Nina soffriva di depressione e confidava ripetutamente le sue fantasie suicide al suo diario. Nina soffriva inoltre di "occhio pigro". Nel suo diario confidava spesso il suo odio per Stalin e il Partito Comunista dell'Unione Sovietica. Queste convinzioni derivavano dall'aver assistito alle ripetute molestie e all'esilio interno da parte dell'NKVD nei confronti di suo padre, che era stato un membro della NEP negli anni '20.

### Arresto
Il 4 gennaio 1937, il diario di Nina fu confiscato durante un'irruzione dell'NKVD nell'appartamento di famiglia. I passaggi sottolineati per l'uso dell'accusa includevano i pensieri suicidi di Nina, le sue lamentele sull'indottrinamento comunista da parte dei suoi insegnanti, la sua lealtà verso il padre perseguitato e le sue speranze spesso espresse che qualcuno avrebbe assassinato Iosif Stalin.
Sulla base delle "prove" contenute nel suo diario, Nina, sua madre e le sue due sorelle furono arrestate e condannate a cinque anni di lavori forzati nei campi di prigionia della Kolyma nell'Artico sovietico. Dopo aver scontato la pena, fu rilasciata nel 1942 e trascorse i successivi sette anni in esilio in una zona remota della Kolyma. La madre e le sorelle di Nina sopravvissero nella Kolyma. Ljubov' morì nel 1949 e suo padre negli anni '50.

## Diario
Dopo la morte di Nina, il suo diario fu trovato negli archivi sovietici da Irina Osipova, un'attivista dell'organizzazione per i diritti umani Memorial. A quel tempo, Osipova stava conducendo una ricerca sull'opposizione allo stalinismo e sulle rivolte nel GULAG. Profondamente colpita dal diario, Osipova decise di pubblicarlo.
Nel 2003, l'editore Glas con sede a Mosca ha stampato per la prima volta una versione ridotta del diario di Nina in inglese come The Diary of a Soviet Schoolgirl.   Nel 2007, Houghton Mifflin ha pubblicato una nuova traduzione di Andrew Bromfield dal titolo I Want To Live: The Diary of a Young Girl in Stalin's Russia. Tutti i passaggi sottolineati dall'NKVD sono stati stampati in grassetto.
In tutti i suoi diari Nina ha mostrato disprezzo per i bolscevichi, scrivendo: "Questi maledetti bolscevichi! Quanto li odio! Tutti ipocriti, bugiardi e mascalzoni", "Potevo sentire la mia furia con i bolscevichi montarmi in gola, la mia disperazione per la mia impotenza ", "Questi schifosi bolscevichi! Non pensano affatto a noi giovani, non pensano affatto al fatto che anche noi siamo esseri umani!" In un passaggio ha raccontato che "sessantanove guardie bianche furono arrestate e fucilate a Leningrado senza alcuna indagine o processo".
I suoi diari riflettono un patriottismo nazionalista, in cui scrive dell'incidente della nave Čeljuskin: "Voleva piangere di felicità e simpatia con questi grandi eroi...per partecipare alla celebrazione generale". Sul suo Paese scrive: "Come può essere? La grande Russia e il grande popolo russo sono caduti nelle mani di un mascalzone. È possibile? Quella Russia, che per tanti anni ha lottato per la libertà e che alla fine l'ha ottenuta, quella Russia si è improvvisamente ridotta in schiavitù".